# Lijst van voetbalinterlands Brazilië - Joegoslavië
Deze lijst van voetbalinterlands is een overzicht van alle officiële voetbalwedstrijden tussen de nationale teams van Brazilië en Joegoslavië. De landen speelden in totaal zeventien keer tegen elkaar. De eerste ontmoeting, een groepswedstrijd tijdens het Wereldkampioenschap voetbal 1930, werd gespeeld in Montevideo (Uruguay) op 14 juli 1930. Het laatste duel, een vriendschappelijke wedstrijd, vond plaats op 27 maart 2002 in Fortaleza.

## Wedstrijden
| №  | Plaats         | Datum             | Competitie        | Wedstrijd              | Uitslag |
| -- | -------------- | ----------------- | ----------------- | ---------------------- | ------- |
| 1  | Montevideo     | 14 juli 1930      | WK 1930           | Brazilië – Joegoslavië | 1 – 2   |
| 2  | Rio de Janeiro | 10 augustus 1930  | Vriendschappelijk | Brazilië − Joegoslavië | 4 − 1   |
| 3  | Belgrado       | 3 juni 1934       | Vriendschappelijk | Joegoslavië – Brazilië | 8 – 4   |
| 4  | Rio de Janeiro | 1 juli 1950       | WK 1950           | Joegoslavië – Brazilië | 0 – 2   |
| 5  | Lausanne       | 19 juni 1954      | WK 1954           | Joegoslavië – Brazilië | 1 – 1   |
| 6  | Belgrado       | 25 juni 1968      | Vriendschappelijk | Joegoslavië – Brazilië | 0 – 2   |
| 7  | Rio de Janeiro | 17 december 1968  | Vriendschappelijk | Brazilië – Joegoslavië | 3 – 3   |
| 8  | Belo Horizonte | 19 december 1968  | Vriendschappelijk | Brazilië – Joegoslavië | 3 – 2   |
| 9  | Rio de Janeiro | 18 juli 1971      | Vriendschappelijk | Brazilië – Joegoslavië | 2 – 2   |
| 10 | São Paulo      | 2 juli 1972       | Vriendschappelijk | Brazilië – Joegoslavië | 3 – 0   |
| 11 | Frankfurt      | 13 juni 1974      | WK 1974           | Brazilië – Joegoslavië | 0 – 0   |
| 12 | Belo Horizonte | 26 juni 1977      | Vriendschappelijk | Brazilië – Joegoslavië | 0 – 0   |
| 13 | Recife         | 30 april 1986     | Vriendschappelijk | Brazilië – Joegoslavië | 4 – 2   |
| 14 | João Pessoa    | 14 november 1989  | Vriendschappelijk | Brazilië – Joegoslavië | 0 – 0   |
| 15 | Varginha       | 30 oktober 1991   | Vriendschappelijk | Brazilië – Joegoslavië | 3 – 1   |
| 16 | Porto Alegre   | 23 december 1994  | Vriendschappelijk | Brazilië – Joegoslavië | 2 – 0   |
| 17 | São Luís       | 23 september 1998 | Vriendschappelijk | Brazilië – Joegoslavië | 1 – 1   |
| 18 | Fortaleza      | 27 maart 2002     | Vriendschappelijk | Brazilië – Joegoslavië | 1 – 0   |

## Samenvatting
| Competitie        | Totaal gespeeld | Winst Brazilië | Gelijk | Winst Joegoslavië | Doelsaldo Brazilië – Joegoslavië |
| ----------------- | --------------- | -------------- | ------ | ----------------- | -------------------------------- |
| WK-eindronde      | 4               | 1              | 2      | 1                 | 4 − 3                            |
| Vriendschappelijk | 14              | 8              | 5      | 1                 | 32 − 20                          |
| Totaal            | 18              | 9              | 7      | 2                 | 36 − 23                          |

Wedstrijden bepaald door strafschoppen worden, in lijn met de FIFA, als een gelijkspel gerekend.

## Details

### Elfde ontmoeting
| Brazilië | 0 – 0 | Joegoslavië |
|          | goals |             |

### Twaalfde ontmoeting
| Brazilië | 0 – 0 | Joegoslavië |
|          | goals |             |

### Veertiende ontmoeting
| Brazilië | 0 – 0 | Joegoslavië |
|          | goals |             |

### Vijftiende ontmoeting
|                                                               |       |                  |
| Brazilië                                                      | 3 – 1 | Joegoslavië      |
| Luis Henrique 9' Raí 45' Müller 75'                           | goals | 11' Vladan Lukić |
| - Debuut van Risto Vidaković en Saša Ćurčić voor Joegoslavië. |       |                  |

### Zestiende ontmoeting
| Brazilië             | 2 – 0 | Joegoslavië |
| Viola 26' Branco 67' | goals |             |

### Zeventiende ontmoeting
| |       |                   |
| Brazilië                                                                                                  | 1 – 1 | Joegoslavië       |
| Marcelinho 17'                                                                                            | goals | 7' Savo Milošević |
| - Debuut van Dragan Žilić, Nenad Sakić, Jovan Stanković, Dragan Šarac en Nikola Lazetić voor Joegoslavië. |       |                   |

### Achttiende ontmoeting
| |       |             |
| Brazilië                                                                                                 | 1 – 0 | Joegoslavië |
| Luizão 72'                                                                                               | goals |             |
| - Debuut van Danko Lazović (Partizan Belgrado) en Branko Bošković (Rode Ster Belgrado) voor Joegoslavië. |       |             |